# Alfonso López Trujillo
Alfonso López Trujillo, född 8 november 1935 i Villahermosa, Tolima, Colombia, död 19 april 2008 i Rom, Italien, var en colombiansk kardinal. Han var 1990–2008 ordförande för Påvliga rådet för familjen.

## Kyrklig karriär
López Trujillo studerade vid universitetet i Bogotá och sedan vid seminariet där. Han fullbordade sina teologiska studier i Rom och doktorerade i filosofi vid Angelicum. Han prästvigdes den 13 november 1960.
Han återvände till Bogotá där han undervisade i filosofi vid stadens prästseminarium under fyra år. Påven Paulus VI utsåg honom den 25 februari 1971 till titulärärkebiskop av Boseta och biträdande biskop av Bogotá. Under 1970-talet beklädde han framskjutna poster inom det latinamerikanska biskopsrådet.
Påven Johannes Paulus II utnämnde den 2 juni 1979 López Trujillo till ärkebiskop av Medellín.
López Trujillo utsågs den 2 februari 1983 till kardinalpräst med Santa Prisca som titelkyrka. Den 17 november 2001 befordrades han till kardinalbiskop av Frascati suburbikariska stift.
I november 1990 utnämnde Johannes Paulus II honom till ordförande för Påvliga rådet för familjen.

## Död och begravning
López Trujillo avled i Rom den 19 april 2008, av komplikationer till följd av diabetes. Begravningsmässan hölls i Peterskyrkan den 23 april 2008, och kardinalen har fått sitt sista vilorum på kyrkogården vid Sant'Anna dei Palafrenieri, Vatikanens församlingskyrka.
Påve Benedictus XVI beskrev i sin homilia kardinal López Trujillo som en ”sann försvarare av livets oförytterliga värden”.